# 薩夫蘭

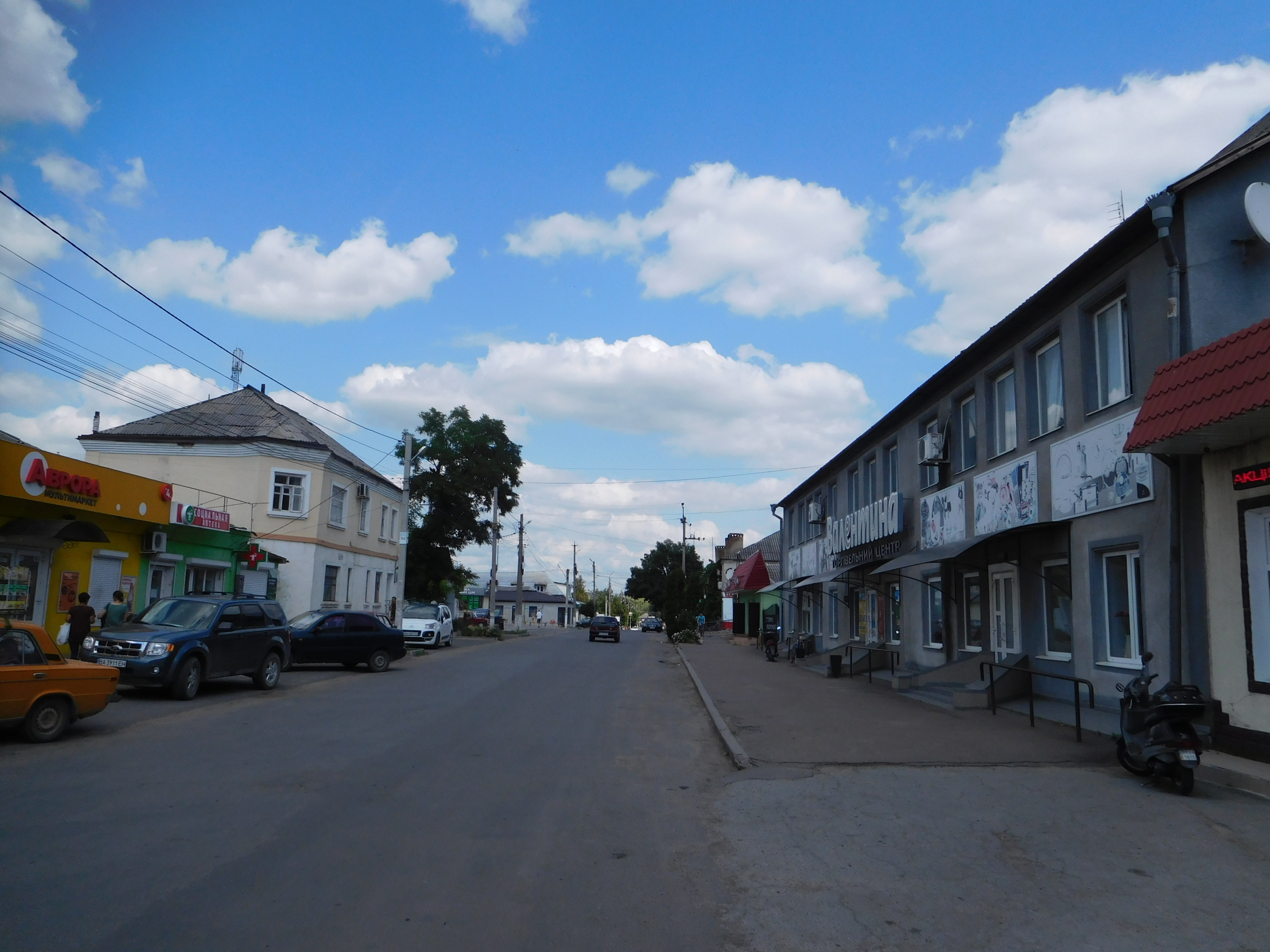
镇内中央大街

薩夫蘭是位於烏克蘭西南部的市級鎮，由敖德萨州波季利斯克区的薩夫蘭市鎮負責管轄，並曾是薩夫蘭區被撤銷的行政中心。該鎮面積7.69平方公里，2011年人口6,616，人口密度每平方公里860.3人。